# Ceratophrys ornata
O Ceratophrys ornata, habitualmente conhecido por sapo-boi, sapo-de-chifre, ou ainda sapo-untanha, é um sapo da família Ceratophryidae encontrado na região sul do Brasil, na Argentina e Uruguai.

É possível que ocorra também no Paraguai e no estado do Mato Grosso do Sul.

Não deve ser confundido com Ceratophrys cornuta, uma espécie menor, que ocorre na Floresta Amazônica (Brasil, Suriname, Peru etc.).

## Características
O sapo-boi é um sapo grande e corpulento que vive na Mesopotâmia argentina (Misiones, Corrientes, Entre Ríos e parte da provincia de Buenos Aires) , bem como também nas províncias argentinas de Córdoba, Santa Fé, Uruguai e Brasil . Ele possui uma boca enorme e olhos grandes com duas pequenas saliências parecidas com "chifres", na cabeça.
As fêmeas podem medir até 14 cm e 10 cm (machos também, excluindo o comprimento das pernas). A vida média é de 6-7 anos, no entanto, existem alguns casos em que chegam a viver até 10. A característica mais proeminente desses sapos é a sua enorme boca, que ocupa quase a metade de seu corpo. Sua cor típica é verde brilhante com marcações vermelhas, embora haja também espécimes que apresentem uma coloração verde mais escura, parcialmente pretas e até mesmo exemplares albinos. É difícil distinguir os machos das fêmeas, principalmente antes de alcançarem a maturidade sexual. O dimorfismo entre os sexos é principalmente o tamanho e fato dos machos possuírem gargantas com pigmentação mais escura.

## Alimentação
Para se alimentar, muitas vezes os sapos-boi escondem-se sob a lama, deixando de fora apenas os olhos. Eles permanecem quase imóveis à procura de qualquer presa que encontrem. Quando ela aparece, saltam para fora da lama e engolem-na. Eles são tão gananciosos que não é incomum acabarem por morrer de asfixia ao querer engolir animais muito grandes. Geralmente caçam insetos, pequenas aves, roedores, lagartos, e outros anfíbios. Eles podem ser canibais.
Os girinos do sapo-boi, diferentemente da maioria de outros sapos, são predadores e devoram uns aos outros. As larvas emitem um som na água, sendo descrito como um mecanismo de defesa.

### Língua e experimento
Famoso por apanhar presas de grande tamanho, como cobras, lagartos, caranguejos e roedores, o anfíbio foi alvo de estudo para dois pesquisadores, Thomas Kleinteich e Stanislav Gorb. Eles dispuseram guloseimas suculentas atrás de um painel de vidro sensível a pressão. De olho na refeição, o sapo grudou a língua no vidro, habilitando a equipe a medir a força de tração da língua do animal. A grande surpresa, segundo os cientistas, foi que a viscosidade não se origina em grande parte do muco que recobre a língua do anfíbio. Ao contrário, é a textura da superfície da língua e as qualidades de seus tecidos subjacentes que mais provavelmente dão potência à sua força aderente.

## Reprodução
A reprodução da espécie é sexuada. As fêmeas do sapo-boi depositam cerca de 2 000 ovos na água e num prazo de cerca de duas semanas eles se tornam girinos.